# جزيرة الديماس
جزيرة الدِيمَاس أو جزيرة الدِّزِيرَة جزيرة تونسية تقع قرب مدينة البقالطة، وهي مستطيلة الشكل تمتد على طول 4 كم من الجنوب الشرقي إلى الشمال الغربي. أرضها منبسطة إذ لا يتجاوز ارتفاعها 3 م. تتكوّن الجزيرة من طبقتين جيولوجيتين: طبقة تحتية من الصخور الرملية البحرية التي تكوّنت من الرمال المتكدّسة في قاع ضحل يعرف محليا بـ"الظهر"، وطبقة فوقية من الرواسب الرملية الناجمة عن السيلان والغنية بشظايا الفخار الروماني المدفون في النّقليات.